# 바르샤바 노면전차

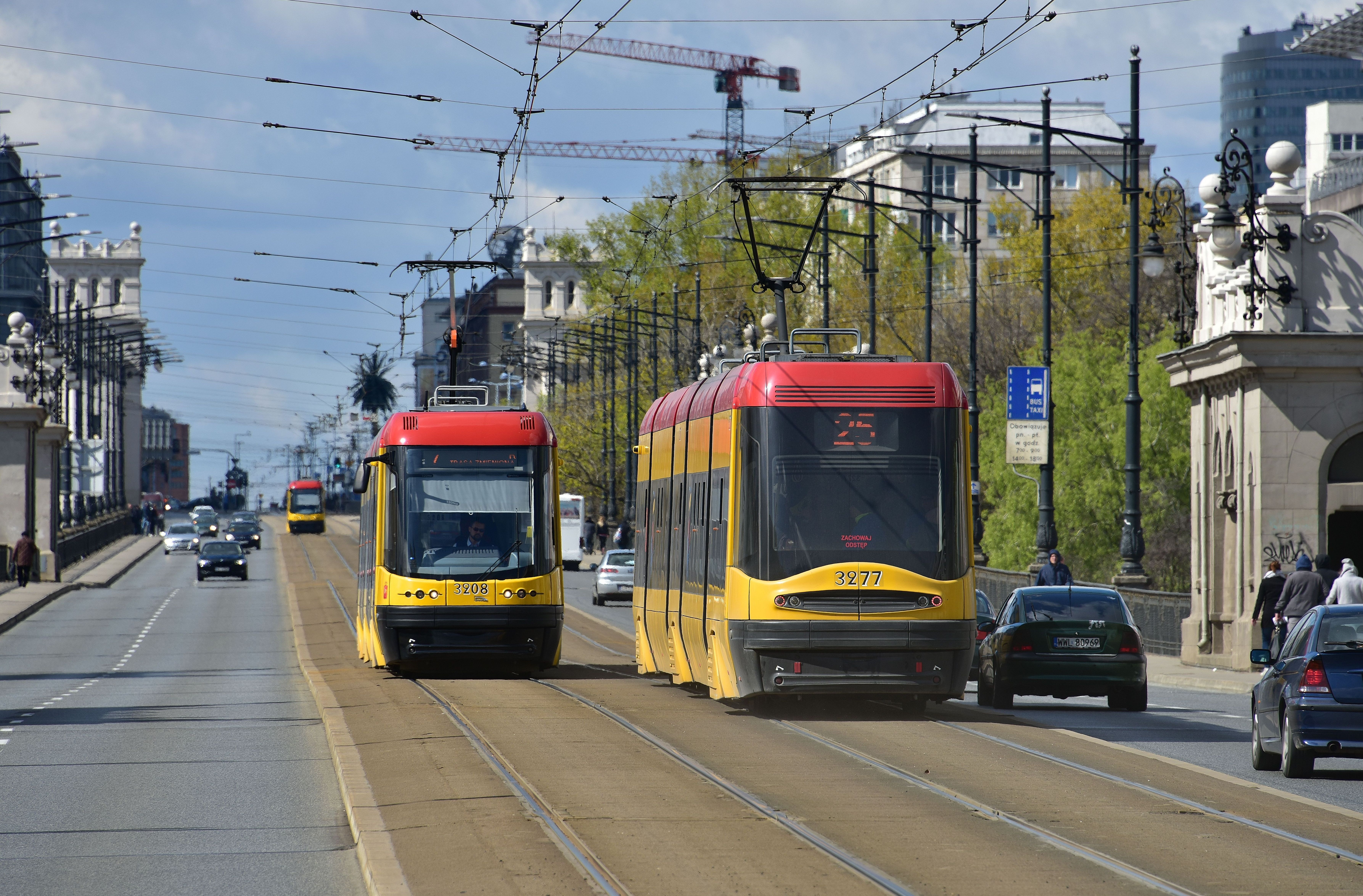

바르샤바의 노면전차는 폴란드 바르샤바의 3분의 1과 도시 인구의 절반에게 서비스를 제공하는 125.3km(77.9마일)의 트램 시스템이다. 726대의 차량을 운영하고 있으며 (실레지아 시스템 다음으로) 국내에서 두 번째로 큰 시스템이다. 바르샤바 교통국이 조직한 도시 통합 대중교통 시스템의 일부를 구성하는 약 25개의 일반 노선이 있다. 1994년부터 이 시스템은 지방자치단체 바르샤나 노면전차 유한회사가 운영하고 있다.

## 같이 보기
- 바르샤바 지하철